# Valer Dellakeza
Valer Dellakeza (n. 29 martie 1942, Craiova, Dolj) este un actor român cu o bogată activitate în teatru, film și televiziune. Este actor al Teatrului Național Craiova, dar și al "Teatrului Dramatic Elvira Godeanu" din Târgu Jiu. A interpretat - în cele șase decenii de activitate pe aceiași scenă a interpretat peste 100 de roluri în piese celebre ale  dramaturgiei române: Ion Luca Caragiale, Marin Sorescu, Barbu Ștefănescu Delavrancea, Dumitru Radu Popescu și universale: William Shakespeare, Carlo Goldoni, Eugen Ionescu, Maxim Gorki, A.P. Cehov. A colaborat cu regizori celebri ai scenei românești printre care Silviu Purcărete, Vlad Mugur și Gábor Tompa.
Este unul din numele mari ale teatrului craiovean și național, primind numeroase premii și aprecieri critice în țară și străinătate.
În anul 2000 a primit premiul UNITER pentru rolul Truffaldino din piesa "Slugă la doi stăpâni" de Carlo Goldoni, în regia lui Vlad Mugur, și tot cu aceasta ocazie a fost declarat cel mai bun actor al anului de către Asociația Internațională a Criticilor de Teatru din România.

Distincții
2004 - Societar de onoare al Teatrului Național Craiova
2012 - Cetățean de onoare al municipiului Craiova
2013 - Ordinul Național  „Serviciul Credincios” în grad de „Cavaler”, acordat de Președintele României Traian Băsescu
2019 - Ordinul Național „Serviciul Credincios” în grad de „Ofițer”, acordat de Președintele României Klaus Johannis
2023 - Ordinul „Coroana Romaniei” în grad de „Cavaler”, acordat de Majestatea Sa Margareta Custodele Coroanei

### Scena Teatrului Național Craiova
Debutul pe scena craioveană, are loc în 1954, la numai 12 ani, cu un rol principal într-o piesă sovietică „Să nu-i zici pe nume” în regia lui Ion S. Bologa. Anul 1956, este anul în care își hotărăște soarta în viață: are norocul să fie prezent în teatrul craiovean atunci când a venit la Craiova, „Promoția de Aur ” cu Sanda Toma, Silvia Popovici, Rebengiuc, Amza, Rauțchi, Rucareanu, Cozorici, Vasile Nițulescu , Dinu Cernescuni,. Radu Penciulescu, Vlad Mugur. Marile spectacole din acea vreme ale Naționalului craiovean-au fost prima mare lecție de Teatru!
În 1962 este angajat, prin concurs, pe post de Actor corp-ansamblu la Teatrul Național Craiova, unde se face remarcat jucand o serie de roluri importante. În 1964 intra în Institutul de Artă Teatrală și Cinematografică „I.L. Caragiale” București la clasa profesorului Beate Fredanov, asist. univ. Octavian Cotescu, lector Laurențiu Azimioară. În 1968, la Studioul de Teatru Casandra, în anul IV, joacă trei roluri principale in cele trei spectacole de absolvență ale clasei in care a fost student.
Repartiția Guvernamentală este către Teatrul Național Craiova, unde debutează cu rolul Alexe din piesa Iancu Jianu de O. Măgureanu.
Pe parcursul anilor a interpretat peste 100 de roluri, dintre care: Iordache ("D-ale carnavalului" de I.L.Caragiale, 1968-69, regia Valeriu Moisescu), Bertoldo ("Henric al IV-lea" de Luigi Pirandello, 1969-70, regia Georgeta Tomescu), Ilie ("Tache, Ianke și Cadâr" de V.I.Popa, 1972-73, regia Valentina Balogh), Trahanache ("O scrisoare pierdută" de I.L.Caragiale, 1973-74, regia Mircea Cornișteanu), Rică Venturiano ("O noapte furtunoasă" de I.L.Caragiale, 1975-76, regia Mircea Cornișteanu), Ludovic al XIII-lea ("Marion Delorme" de Victor Hugo, 1978-79, regia Georgeta Tomescu),Vrăjitorul ("Fiul soarelui" – Burebista, colaj de Al. Firescu, 1979-80, regia Mircea Cornișteanu), Dan ("A treia țeapă" de Marin Sorescu, 1987-88, regia Mircea Cornișteanu).
În anii 90, făcând parte din „careul de Ași” al Teatrului Național Craiova, participă la o serie de turnee internaționale, performanțele actorilor având ecouri puternice în publicațiile de profil locale. Colaborează cu regizorul Silviu Purcărete în mai multe puneri în scenă: Madam Ubu ("Ubu rex cu scene din Macbeth" după A.Jarry și W.Shakespeare, 1990-91), Demetrius ("Titus Andronicus" de W.Shakespeare, 1991-92), Egist ("Orestia" după Eschil, 1997-98), Ducele Orsino din „A 12-a noapte” de W.Shakespere. Brnrdin din „Măsură pentru măsurâ” de W Shakespere. Pentru aceste spectacole, Teatrul Național Craiova, primește 12 Premii Internaționale, la cele mai mari Festivaluri de Teatru din lume. A jucat pe cele mai faimoase scene de pe 4 continente!
Se face remarcat în lume teatrului  în 1989, cu rolul unchiul Vanea din piesa UNCHIUL VANEA de A.P. Cehov în regia lui Mircea Cornișteanu, rol pentru care primește Premiul U.T.C. (Uniunea Tineretului Comunist) , se acorda un singur premiu pe an! Dar apogeul carierei se petrece în 1999 cu Truffaldino ("Slugă la doi stăpâni" de Carlo Goldoni, 1998-99, regia Vlad Mugur) pentru care revista Scena îl declară cel mai bun actor al anului în iulie 1999, iar în anul 2000 i se decernează Premiul pentru cel mai bun actor al stagiunii în  UNITER.
Alte roluri importante sunt: Orsino ("Cum doriți sau Noaptea de la spartul târgului" de Shakespeare, 2003-2004, regia Silviu Purcărete), Jupânul Jacques ("Avarul" de Molière, stagiunea 2004-2005, regia Lászlo Bocsárdi), Gaev – ("Livada de vișini" de A.P. Cehov, 2005-06, regia Alexa Visarion),  Cebutâkin Ivan Romanovici ("Trei surori" de A.P. Cehov, 2010-2011,  Excelența ("Unde-i revolverul?" de Görgey Gábor, 2010-2011, regia Mircea Cornișteanu), Senectus ("Caligula" de Albert Camus, 2011-2012, regia Laszlo Bocsardi).
În anul 2012 este premiat pentru a doua oară de către UNITER de data aceasta primind premiul pentru întreaga activitate.
În octombrie 2012 joaca rolul lui Aga... MITĂ Dandanache (Agamiță Dandanache) în a cincea montare a piesei "O scrisoare pierdută" de I.L. Caragiale în regia lui Mircea Cornișteanu, la Teatrul Național "Marin Sorescu" din Craiova... Explicația numelui personajului este dată însuși de actor: "Aga Mită Dandanache!!! Mită, vine de la mită, a da mită, a mitui, a cumpăra "sufragele" cuiva cu bani, cu mici atenții. (și dăi și luptă...)"
În 2013, primește al treilea premiu UNITER, pentru rolul domnul Tot, din spectacolul FAMILIA TOT, in regia lui Laszlo Bocsardy
În 2014 este sărbătorit cu mare fast prin spectacolul DELLAKEZA DE LA TEATRU, 60 DE ANI PE ACEEAȘI SCENĂ
În 2021, după un casting serios pe care îl câștigă, începe colaborarea cu o trupă de teatru italiană din Cesena, condusă de marele regizor ROMEO CASTELLUCCI, pentru spectcolul BROS. Bucurându-se de un real succes, colindă Europa: Lugano (Elveția), Maubeuge, Strasbourg, Milano, Bologna, Cesena, Reggio Emilia, Napoli, Torino, Recklinghausen, Madrid, Girona, Barcelona, Atena, Paris (8 spectacole), Dublin, Anvers, Amsterdam, Saint-Etienne, Hamburg, Orleans, Trento, Antwerpen, Roma, Lausanne, Savona, Timișoara, Budapesta și multe altele.
În 2022, Teatrul Național Craiova, într-o întâlnire omagială onorată de prezența dna. MARINA CONSTANTINESCU, îl sărbătorește cu recunoștință pentru împlinirea celor 80 de ani de viață, din care 62 de ani, această emblematică instituție glorificată de 12 premii internaționale, a stat și pe umerii acestui maestru al teatrului românesc.

### Televiziune
- "...Escu" - rolul Iorgu Langada în emisiunea Teatrul de Televiziune:
- "Amantul marii doamne Dracula" - rolul Cireșel - serial TvR
- "Aniela" - rolul Arvinte - serial de televiziune produs de MediaPro Pictures

## Filmografie
- Tănase Scatiu (1976)
- Vlad Țepeș (1979)
- Rug și flacără (1980)
- Casa din vis (1992)
- Divorț... din dragoste (1992)
- "Aurul alb" , regia Constantin Drăgănescu;
- "Hotel de lux", regia Dan Pița;
- În fiecare zi Dumnezeu ne sărută pe gură, regia Sinișa Dragin (2001
- "Cortul", regia Bogdan Constantin Drăgan;
- "Tatăl Fantomă", regia Lucian Georgescu.
- „Dimineața care nu se va sfârși”, regia Ciprian Mega
- „Live”, regia Vlad Păunescu
- „Frozen Ignat”, regia DInu Tănase
- „Sieranevada”, regia Critsi Puiu
- „Un pas în urma seafimilor”, regia Daniel Sandu
- „După 40 de zile”, regia Andrei Gruzsniczki
- „21 Rubini”, regia Ciprian Mega
- #dogpoopgirl (2021)

## Premii
- 1989 – Premiul I pentru interpretare masculină la Gala spectacolelor pentru tineret de la Arad – rolul din Unchiul Vanea
- 1989 – Premiul Uniunii Tineretului Comunist pentru rolul „Unchiul Vanea” din piesa cu același titlu de A.P.Cehov. regia Mircea Cornișteanu
- 1993 – Premiul Asociației umoriștilor români pentru rolul Decebal Sp.Necșulescu din …escu
- 1998 – Diploma Inspectoratului pentru cultură Dolj, atribuită personalităților craiovene
- 1998 – Diplomă de Onoare acordată de Teatrul Național Craiova cu prilejul împlinirii a 30 de ani de excepțională încununare artistică și slujire neîntreruptă a scenei craiovene
- 1999 – În topul stagiunii 1998-99 al revistei Scena din iulie 1999, este declarat cel mai bun actor al anului
- 2000 – Premiul UNITER pentru cel mai bun actor al stagiunii 1999-2000 (rolul Truffaldino din „Slugă la doi stăpâni” regia VLAD MUGUR)
- 2002 – Premiul Național pentru remarcabile contribuții la dezvoltarea interpretativă în teatrul românesc contemporan acordat de Teatrul Dramatic ELVIRA GODEANU - Tîrgu Jiu
- 2002 – Diploma pentru creații remarcabile ale personajelor din opera lui T.Mușatescu – din partea Teatrului de Comedie, acordate cu ocazia premierei„ …escu” de Tudor Mușatescu, interpreților personajelor lui Mușatescu.
- 2002 – Diploma de onoare a Consiliului Municipal Craiova pentru creații remarcabile pe plan național și internațional.
- 2005 – Premiul TVR International
- 2008 – Diplomă de Excelență acordata de Primăria Municipiului Craiova, Maestrului Valer Dellakeza pentru merite deosebite obținute pe scenele naționale și internaționale.
- 2008 – Diploma de Excelență acordată de Muzeul de Artă Craiova cu prilejul Centenarului acestuia pentru generoasa și elevata colaborare la evenimentele artistice și culturale la nivel național
- 2009 – Diploma de Excelență acordată cu prilejul împlinirii a 40 de ani de excepțională prezență artistică pe scena craioveană și pe marile scene ale lumii.
- 2012 – Premiul UNITER pentru întreaga activitate.
- 2013 - Premiul UNITER pentru cel mai bun actor într-un rol secundar. Domnul Tot din „Familia Tot”, regia László Bocsárdi
- 2023 - Premiul MAKLAK pentru cel mai bun actor într-un rol secundar la Festivalul Internațional de Teatru de la Torun (Polonia). - profetul Ieremia din Bros, regia Romeo Castellucci
- 2024 - Premiul  UNITER  de excelență artistică pentru o carieră excepțională încununată cu rolul profetul Ieremia din spectacolul „Bros” în regia lui Romeo Castellucci, jucat pe marile scene ale lumii.